# 시칭구

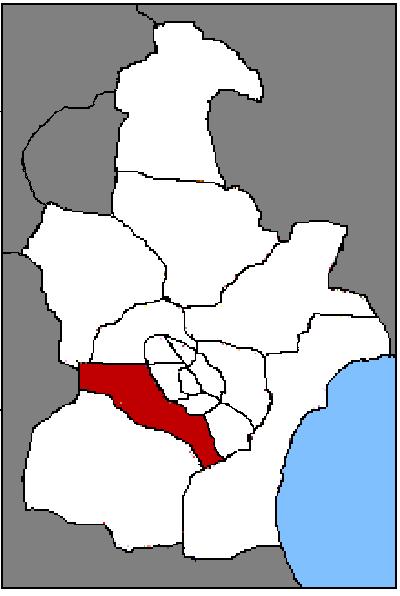
시칭 구의 위치

시칭구(한국어: 서청구,중국어: 西青区, 병음: Xīqīng Qū)는 중화인민공화국 톈진시의 남서쪽에 있는 행정구역이다. 넓이는 545km2이고, 인구는 2007년 기준으로 350,000명이다.

## 지리
동쪽으로 난카이 구, 허시 구, 진난 구와 접하고, 남쪽으로 징하이 현과 접하며, 서쪽으로는 허베이성, 북쪽으로는 베이천 구와 접한다. 연평균 기온은 11.6℃이고 연평균 강수량은 586.1mm이다.

## 역사
시칭은 당 중후반 기에 세워졌다. 북송 시기, 이 지역은 송과 요의 국경이었다. 명나라 때에는 허잔 부의 징하이 현과 우칭 현에 속했고 청나라 때에는 톈진 부에 속했다. 1912년 중화민국이 성립된 후, 이 지역은 직례성의 톈진 현으로 불렸다.
1949년 이후, 허베이 성의 특별 구역이 되었고, 1952년에 톈진에 속하게 되었으며, 1953년 '서쪽 교외'라는 뜻의 시자오 구라는 이름을 얻었다. 그리고 1992년, 현재의 시칭 구가 되었다.

## 행정 구역
2개 가도, 7개 진을 관할한다.
- 가도: 西营门街道, 李七庄街道
- 진: 中北镇, 杨柳青镇, 辛口镇, 张家窝镇, 精武镇, 大寺镇, 王稳庄镇